# 増永霊鳳
増永 霊鳳（ますなが れいほう、1902年(明治35年)3月5日 - 1981年(昭和56年)12月29日）は、日本の仏教学者、曹洞宗の僧侶。駒澤大学名誉教授。仏教学専攻。

## 来歴
福井県福井市出身。駒澤大学仏教学部卒。同研究科卒。文学博士。駒澤大学仏教学部教授、駒澤大学短期大学部長を歴任。

## 著書
- 『根本仏教の研究』風間書房 1948年
- 『宗教概要―宗教学と仏教学』駿河台出版社 1955年
- 『仏教読本』誠信書房 1956年
- 『現代人の禅』春秋社 1991年